# Emőd (keresztnév)
Az Emőd régi magyar személynév, a régi emik (szopik) ige származékának az emő (szopó) szónak a -d kicsinyítőképzős alakja. Jelentése: kis csecsemő. Más vélemények szerint a jelentése anyácskád, és csak a hangalakja miatt lett férfinév.[forrás?] Női párja az Emő és Emőke.

## Gyakorisága
Az 1990-es években szórványos név, a 2000-es években nem szerepel a 100 leggyakoribb férfinév között.

## Névnapok
- február 17.[2]
- augusztus 5.[2]
- augusztus 9.[2]
- augusztus 13.[2]